# Aizumisato
Aizumisato (会津美里町?) è una cittadina giapponese della prefettura di Fukushima.